# كونور عصام
كونور عصام (بالإنجليزية: Connor Essam)‏ هو لاعب كرة قدم بريطاني في مركز الدفاع، ولد في 9 يوليو 1992 في اتشثام ‏ في المملكة المتحدة. لعب مع بيشوب ستورتفورد ونادي دارتفورد ونادي دوفر أثليتيك ونادي غيلينغهام ونادي كرولي تاون ونادي لوتون تاون ونادي ليتون أورينت.

## وصلات خارجية
- كونور عصام على موقع قاعدة بيانات كرة القدم.إي يو (الإنجليزية)
- كونور عصام على موقع Soccerbase.com (لاعب) (الإنجليزية)
- كونور عصام على موقع Soccerway.com (الإنجليزية)